# Massimo Taibi
Massimo Taibi (ur. 18 lutego 1970 w Palermo) – piłkarz włoski grający na pozycji bramkarza. Jego ostatnim klubem było Ascoli Calcio.
Początkowo karierę rozwijał w prowincjonalnych klubach włoskich (Serie B czy Serie C1), by po kilku latach profesjonalnej kariery trafić na San Siro. Tam jednak nie był w stanie przebić się do podstawowej jedenastki. Został oddany do Como, by po sezonie trafić do Piacenzy. Tam rozegrał 5 lat i trafił z powrotem do Milanu. Powrót był bardziej udany niż poprzedni pobyt, lecz nie był w stanie zdobyć zaufania Fabio Capello i odszedł do Venezia. Po dobrym sezonie został zauważony przez Alexa Fergusona i ściągnięty za ponad 4 mln funtów do drużyny Manchesteru United. Popełniał błędy i został posadzony na ławce rezerwowych. Po roku wrócił na Półwysep Apeniński, reprezentując barwy Regginy. W jej barwach zdobył swoją jedyną bramkę w meczu z Udine. Był drugim bramkarzem w Serie A, który tego dokonał (po Rampulli, który zdobył bramkę w barwach U.S. Cremonese w 1992 roku w meczu z Atalanta BC). Bramka przyczyniła się do zdobycia punktu dla zespołu, dzięki tej akcji zdobył sympatię kibiców. Rok później Taibi przybył do Atalanty BC. W 2005 roku przeszedł do Torino Calcio, gdzie miał okazję grać w pierwszym składzie. Jednak rok później włodarze turyńskiej drużyny zdecydowali się wypożyczyć z Rossonerich Christiana Abbiati. Taibi w 2007 roku dołączył do Ascoli Calcio, gdzie grał do 2009 roku po czym zakończył piłkarską karierę.